# Xã Madison, Quận Pike, Indiana
Xã Madison (tiếng Anh: Madison Township) là một xã thuộc quận Pike, tiểu bang Indiana, Hoa Kỳ. Năm 2010, dân số của xã này là 382 người.